# Al Ahly SC Stadium
Al Ahly SC Stadium(en árabe: استاد النادي الاهلي‎) es un estadio fútbol planificado en El Cairo, Egipto. Será la sede de los partidos del Al Ahly SC, reemplazando a Estadio Internacional de El Cairo. Tendrá una capacidad de 60.000 espectadores.

## Anuncio
El presidente de Al Ahly Mahmoud El Khatib reveló el 30 de diciembre de 2017 que el equipo ha recibido el apoyo de los inversores para su nuevo proyecto de construcción del estadio.
El club ha anunciado que el estadio tendrá 60,000 asientos, lo que lo convertirá en el tercer estadio más grande de Egipto después de  Borg El-Arab con una capacidad de 86,000 y el Estadio Internacional de El Cairo para 74,100 asientos.

## Arquitecto
La firma de diseño Populous tomará la iniciativa en el proyecto de Al Ahly, que es la misma empresa de arquitectura que diseñó el Emirates Stadium del Arsenal y el Wembley Stadium de Londres.
- Datos: Q55639138